# Paradise Theatre
| Recensione                        | Giudizio    |
| --------------------------------- | ----------- |
| AllMusic                          | [ 4 ]       |
| The New Rolling Stone Album Guide | [ 5 ]       |
| Sputnikmusic                      | 3.6 (Great) |
| Dizionario del Pop-Rock           | [ 7 ]       |

Paradise Theatre è il decimo album del gruppo musicale Styx, pubblicato nel gennaio del 1981 per l'etichetta discografica A&M Records.
L'album raggiunse la prima posizione (4 aprile 1981) della classifica statunitense Billboard 200, i brani contenuti nell'album e pubblicati come singoli entrati nella Chart Billboard Hot 100 furono: The Best of Times (terza in classifica), Too Much Time on My Hands (nono posto in classifica) e Nothing Ever Goes As Planned (cinquantaquattresima posizione in classifica).
Paradise Theatre è un concept album incentrato sulla storia di un fittizio teatro di Chicago dalla sua apertura alla chiusura (ed eventuale abbandono), usato come metafora dei tempi che cambiano.

## Tracce
Lato A
1. A.D. 1928 – 1:07 (Dennis DeYoung)
2. Rockin' the Paradise – 3:54 (Dennis DeYoung, James Young, Tommy Shaw)
3. Too Much Time on My Hands – 4:31 (Tommy Shaw)
4. Nothing Ever Goes As Planned – 4:46 (Dennis DeYoung)
5. The Best of Times – 4:17 (Dennis DeYoung)

Lato B
1. Lonely People – 4:38 (Dennis DeYoung)
2. She Cares – 4:18 (Tommy Shaw)
3. Snowblind – 4:58 (James Young, Dennis DeYoung)
4. Half-Penny, Two-Penny – 4:34 (James Young)
5. A.D. 1958 – 2:31 (Dennis DeYoung)
6. State Street Sadie – 0:27 (Dennis DeYoung)

## Formazione
- Tommy Shaw - chitarre, voce
- James Young - chitarre, voce
- Dennis DeYoung - tastiere, voce
- Chuck Panozzo - chitarra basso, basso a pedale
- John Panozzo - batteria, percussioni

Musicisti aggiunti

Sezione strumenti a fiato (Hangalator Horn Section):
- John Haynor, Mark Ohlsen, Bill Simpson, Mike Halpin, Dan Barber
- Steve Eisen - sassofono solista

Note aggiuntive
- Styx - produttori, arrangiamenti
- Ed Tossing - arrangiamento strumenti a fiato
- Sovraincisioni pianoforte effettuate al Universal Recording
- Registrazioni e mixaggi effettuati al Pumpkin Studios di Oak Lawn, Illinois (Stati Uniti)
- Gary Loizzo e Rob Kingsland - ingegneri delle registrazioni
- Will Rascati - assistente ingegneri delle registrazioni
- Masterizzato al Sterling Sound di New York da Ted Jensen
- Derek Sutton - Management e direction
- Chuck Beeson e Jeff Ayeroff - art direction e design album
- Dennis DeYoung - concept Original Paradise Theater
- Chris Opkins - illustrazione copertina album (per la Willardson & White, Inc.)
- Greg Murry - fotografia a Tommy Shaw
- Marc Hauser - fotografie a Dennis DeYoung e James Young
- John Welzenbach - fotografie a John Panozzo e Chuck Panozzo[12]